# Abycendaua duplicata
Abycendaua duplicata là một loài bọ cánh cứng trong họ Cerambycidae.